# Kirchenruine Hoff

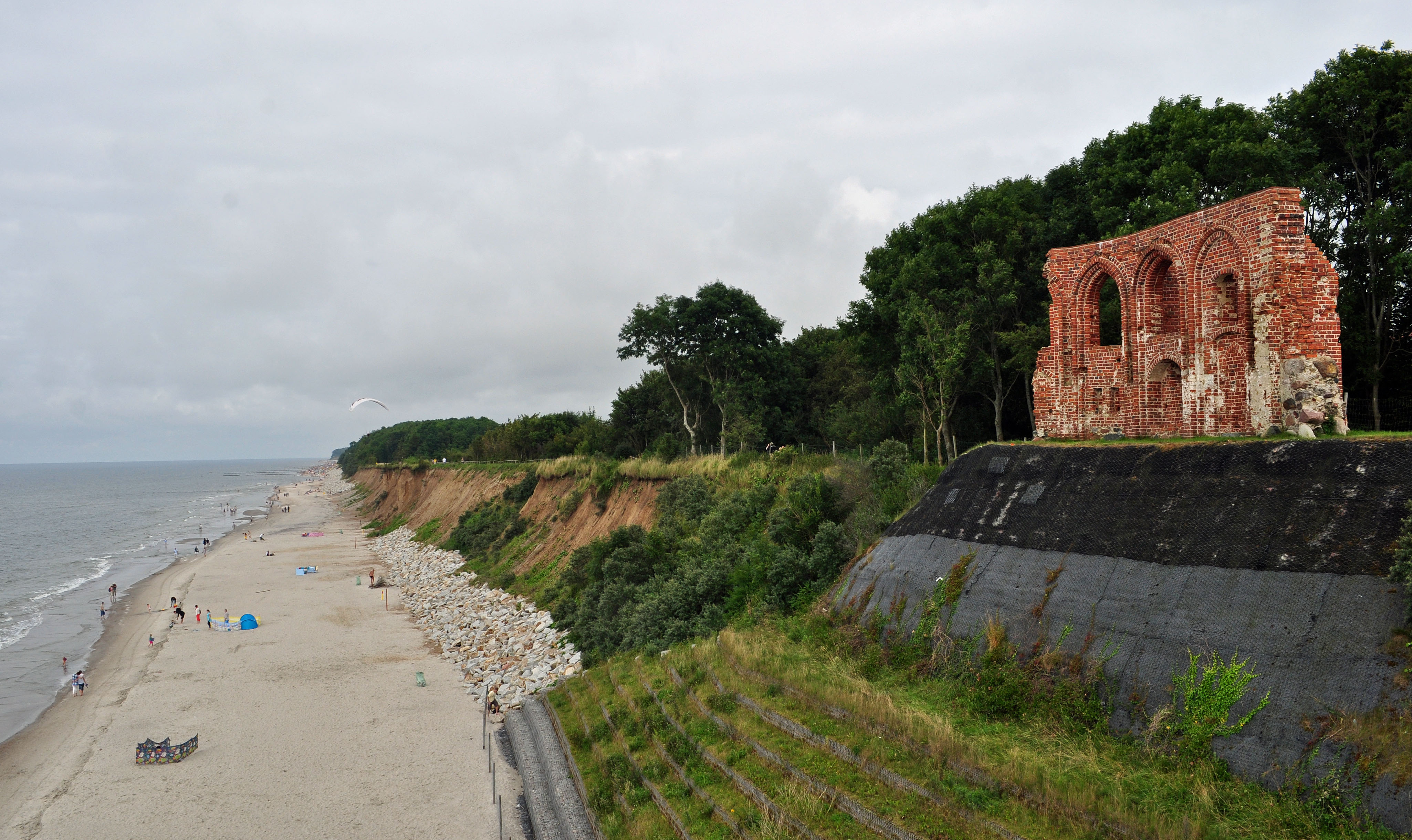
Kirchenruine im Jahr 2011

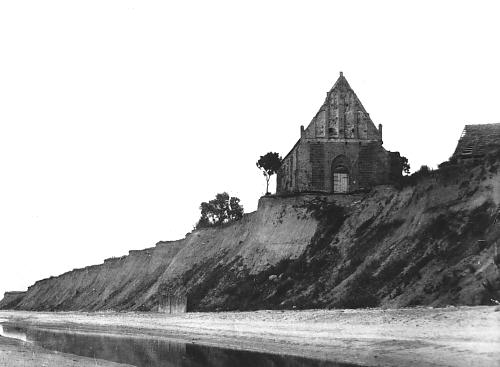
Kirche von Hoff 1870 vor ihrem Absturz

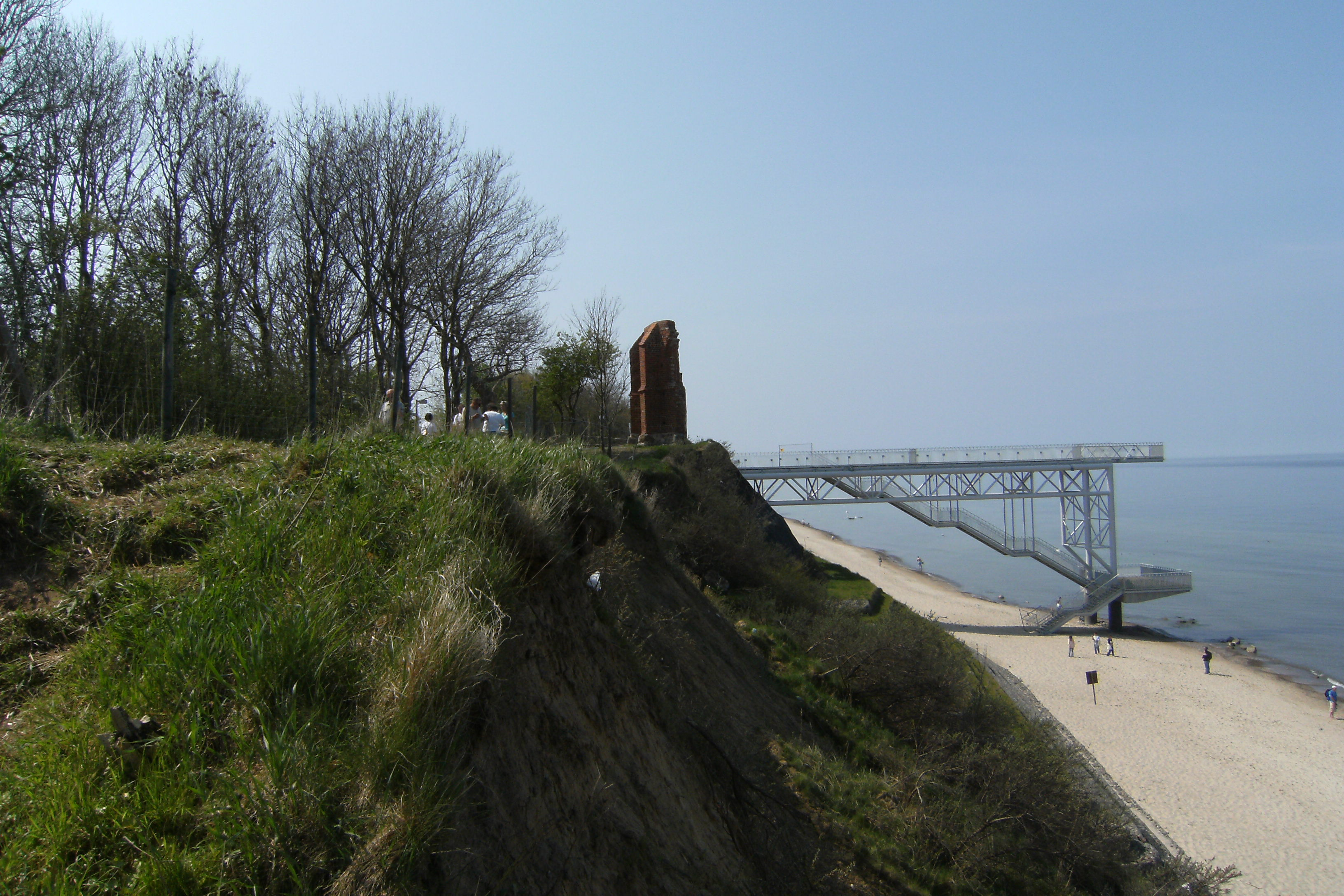
2009

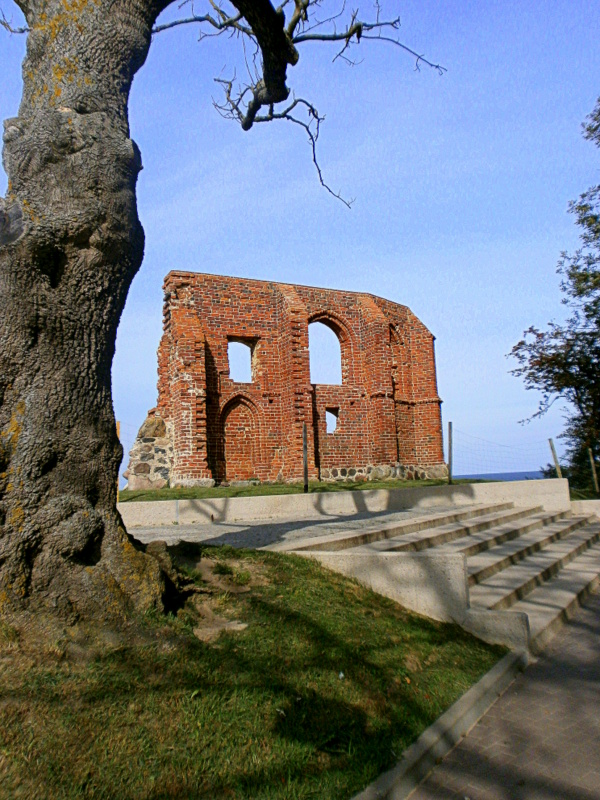
Kirchenruine im Jahr 2012

Die Kirchenruine von Hoff (polnisch Trzęsacz) ist eine Attraktion an der pommerschen Ostseeküste.

## Geschichte
Die Kirche, erbaut in der zweiten Hälfte des 15. Jahrhunderts, wurde lange Zeit als Gotteshaus des naheliegenden Gutes genutzt. Zunächst hatte sie noch einen 1650 errichteten Holzturm, doch diesen zerstörte 1760 ein Blitzschlag, und 1818 wurde er ganz abgerissen.
Als sie gebaut wurde, lag die Kirche etwa zwei Kilometer von der Küste entfernt. Doch immer mehr zehrte die See an der Steilküste und näherte sich dem Gotteshaus. So ordneten Domkapitel und Landrat 1771 an, den Kirchhof strandwärts um die Hälfte abzubrechen und weitere Bestattungen an einem neuen Platz vorzunehmen. Dies geschah aber erst 40 Jahre später.
1772 tauchten erste Sicherheitsbedenken für die Kirche selbst auf, und Pastor Bahnemann und die Gemeindevorsteher richteten ein Schreiben an Friedrich den Großen. Sie berichten darin, dass die Kirche nicht mehr als zehn Schritte vom Ufer entfernt sei und sie „also gezwungen werden, solche in Kurtzem abbrechen und an einem anderen Orte wieder aufbauen zu lassen, ob es gleich eins von den ältesten und besten Gebäuden in Pommern ist.“ Ihre Bitte um eine landesweite Kollekte lehnte der König jedoch ab.
Es vergingen noch 102 Jahre, bis die Kirche ihr Schicksal ereilte. Große Stürme in den Jahren 1843, 1853 und 1855 führten dazu, dass der Abstand zwischen dem Abgrund des über 20 Meter hohen Steilufers und der Kirche nur noch wenige Fuß betrug. Der im folgenden Jahr herbeigerufene Oberregierungsrat Heegewaldt konstatierte eine Summe von 22.000 Talern für einen steinernen Schutzwall und befahl dem Greifenberger Landrat, die Kirche im kommenden Jahr zu schließen. Der ortsansässige Rittergutsbesitzer begann jedoch entgegen der behördlichen Meinung mit der Anlegung eines Faschinenwerkes, das die Kirche sichern sollte. Lange Streitigkeiten zwischen der Gutsherrschaft, dem Gemeindevorstand und dem Pfarrer führten zu keinem Ergebnis, und erst im August 1874 wurde der letzte Gottesdienst gehalten. 1885 wurde der Dachstuhl abgenommen, das Mauerwerk versteigert. Die Kirchenausstattung gelangte überwiegend in das Camminer Dommuseum, unter anderem ein prachtvolles spätmittelalterliches Triptychon. Weitere Stücke gingen an das Kunstgewerbemuseum Berlin. Eine Petrus-Figur aus der Kirche kam seinerzeit in Privatbesitz; sie konnte im Jahr 2012 mit einer Spende der Pommerschen Landsmannschaft durch das Pommersche Landesmuseum erworben werden.
1900 ereignete sich der erste Absturz an der Nordwestecke, 1901 folgte die gesamte Nordwand. Nach und nach verschwanden immer größere Teile in der Tiefe. Seit 2004 verhindern massive Schutzbauten das weitere Abrutschen der Kirche. Ein Teil der Südwand mit drei Bögen steht noch.

## Lionel Feininger und die Kirche
Für den Maler Lyonel Feininger war die Ruine von Hoff ein ganz besonderes Motiv. Von Feininger, der viele Sommer an der Ostsee verbrachte und die Ruine mehrfach besuchte, stammen etwa 30 Zeichnungen, Aquarelle und Gemälde. Noch lange nach seiner Vertreibung in die USA beschäftigte er sich mit der Ruine von Hoff, denn in Amerika „… gab es nichts, was damit zu vergleichen wäre …“